# Troy Baker
Troy Edward Baker (ur. 1 kwietnia 1976 w Dallas) – amerykański aktor i aktor głosowy użyczający głosu głównie w anime oraz grach komputerowych. Przed rozpoczęciem kariery aktorskiej Baker był wokalistą i gitarzystą w zespole grającym indie rock – Tripp Fontaine, który w 2004 wydał singiel „Burning Out” w ich debiutanckim albumie Random Thoughts on a Paper Napkin.

## Filmografia

### Anime
- Baki the Grappler – Katou
- Basilisk: The Kōga Ninja Scrolls – Gennosuke Kouga
- BECK: Mongolian Chop Squad – Ran
- Black Cat – Jenos Hazard
- Bleach – Jin Kariya
- Case Closed – Various
- Code Geass: Lelouch of the Rebellion – Schneizel el Britannia
- Darker than Black – November 11
- Desert Punk – Makoto
- Dragon Ball – Various
- Eden of the East – Ryosuke Morimi
- Ergo Proxy – Kazkis Hauer
- Fullmetal Alchemist – Greed (Brotherhood, 2nd Voice „Ling's Body”), Frank Archer (pierwotnie)
- The Galaxy Railways – Wataru Yuuki
- Glass Fleet – Eckardo (młody, odcinek 17)
- Gunslinger Girl – Alfonso
- Kekkaishi – Kaguro, Madarao
- Kodocha – Hiroshi
- Marvel Anime: X-Men – Kouichi Kaga, Sublime, Squid (odcinek 1)
- Megaman Star Force – Damien
- Mobile Suit Gundam Unicorn –Syam Vist, Gilboa Sant (odcinek 1), różne
- Monster – Heinz (odcinek 13), Jaormir Lipsky
- Moon Phase – Heinrich Von Kinkel
- Mushishi – Yasuke (odcinek 21)
- Naruto – Hokushin, Renga
- Naruto Shippuden – Yamato, Pain (Nagato's Deva Path)/Yahiko, Villager C[1]
- Negima! – Nagi Springfield
- One Piece – Helmeppo, Ohm
- Peach Girl – Honda, Toru
- Persona 4: The Animation – 'Kanji Tatsumi (odcinki 1–12)
- Shin-Chan – Action Bastard
- Sengoku Basara II – Ishida Mitsunari
- Slayers Revolution & Evolution-R – Zuuma, Radock Lanzard
- Soul Eater – Excalibur
- Speed Grapher – Various
- The Third: The Girl with the Blue Eye – Leon (odcinki 13, 15)
- Trinity Blood – Abel Nightroad
- Tsubasa: Reservoir Chronicle – Kyle Rondart (odcinki 13-15, 29), Shiyuu Kusanagi
- Vampire Knight  – Akatsuki Kain
- Yu Yu Hakusho – Shujin

### Filmy animowane
- Marvel's Avengers Assemble – Clint Barton/Hawkeye
- Avengers: Earth's Mightiest Heroes – Clay Quartermain, Whirlwind[2], Grey Gargoyle[2], Blizzard, Ulik, Faradei, Sydren, Michael Korvac, Ja jestem Groot, Glenn Talbot, Robbie Robertson, Constrictor (Sezon 2)
- Generator Rex – Van Kleiss, Biowulf, Agent Weaver, Roswell
- G.I. Joe: Renegades – Airtight
- Monster High: New Ghoul @ School – Mr. Lou Zarr
- Mr. Meaty – Mr. Wink
- Regular Show – Park Avenue
- Scooby-Doo! Mystery Incorporated – Blue Falcon, Red Humungonaut, Willard (Ep. 10)
- Ultimate Spider-Man – Loki, Hawkeye/Clint Barton

### Live-Action
- Comanche Moon – Pea Eye Parker
- The Imposter – Jerome

### Filmy
- Bleach: Memories of Nobody – Ganryu
- The Blue Elephant – Marong, Young Prince Naresuan, Minchit Sra
- Eden of the East: Paradise Lost – Ryosuke Morimi
- Fullmetal Alchemist the Movie: Conqueror of Shamballa – Erik Jan Haunessen (Ring Master), Frank Archer
- Goemon – Kirigakure Saizo (English Dub)
- Shinobi: Heart Under Blade – Kouga Gennosuke (English Dub)
- Resident Evil: Degeneration – dodatkowe głosy
- Sengoku Basara: The Last Party – Ishida Mitsunari
- Tales of Vesperia: The First Strike – Yuri Lowell
- The Sky Crawlers – Naofumi Tokino

### Gry
- Æon FluxÆon Flux – Trevor Goodchild, Keller, Svengali, Soldier
- Age of Conan: Hyborian Adventures – Conan
- Arcania: Gothic 4 – Nameless Hero
- Armored Core V – męski wersja głosu robota bojowego
- Army of Two: The 40th Day – US Elite Soldiers
- Batman: Arkham City – Dwie Twarze, Robin, GCPD Officer Whitman
- Batman: Arkham Origins – Joker
- Binary Domain – Charles Gregory
- BioShock Infinite – Booker DeWitt
- BloodRayne 2 – Severin, Kagan
- Brothers in Arms – Sergeant Matt Baker
- Call of Duty: Black Ops – Terrance Brooks, dodatkowe głosy
- Call of Duty: Black Ops 2 – pilot VTOL, spiker MP and SEAL, dodatkowe głosy[3]
- Call of Duty: Modern Warfare 2 – PFC. Joseph Allen, Royce, Scarecrow, dodatkowe głosy
- Call of Duty: Modern Warfare 3 – SSGT. Derek „Frost” Westbrook (gra wieloosobowa), dodatkowe głosy
- Call of Duty: Advanced Warfare – Jack Mitchell
- Catherine – Vincent Brooks
- Clash of the Titans – Hades, Apollo, Żołnierze
- Cross Edge – Troy (niewymieniony w czołówce)
- Darksiders – Abaddon, Straga, Tormented Gate
- Darksiders II – Draven, The Sleeping Warden, The Phariseer, The Abyssal Forge, The Lost Warden, Legion
- Dead or Alive 5 – Ryu Hayabusa
- Dead or Alive: Dimensions – Ryu Hayabusa
- Death Stranding – Higgs Monaghan
- Diablo III – Scoundrel
- Disgaea 4: A Promise Unforgotten – Valvatorez (niewymieniony w czołówce)
- Dragon’s Dogma – Pawn (opcja głosowa nr 1), dodatkowe głosy
- Far Cry 4 – Pagan Min
- Final Fantasy XIII – Snow Villiers
- Final Fantasy XIII-2 – Snow Villiers
- Fort Solis – Wyatt Taylor
- Fortnite – John Jones
- Ghostbusters: The Video Game – Slimer, dodatkowe głosy[4]
- God of War – Magni
- God of War: Wstąpienie – Orkos
- Golden Axe: Beast Rider – Axe
- Guild Wars 2 – Logan Thackeray
- Guilty Gear 2: Overture – Sol Badguy (niewymieniony w czołówce)
- Ghost Recon: Future Soldier – 30K
- Guitar Hero: World Tour – The Guitarist
- Hexyz Force – Axel Faulken von Rosenbaum
- Infinity Blade – Siris, Ausar
- Injustice: Gods Among Us – Nightwing, Sinestro
- Kinect Disneyland Adventures – dodatkowe głosy
- Kinect Sports: Season Two – komentator piłki nożnej
- Kinect Star Wars – Civilian
- Kid Icarus: Uprising – Arlon, Pyrrhon
- Knights Contract – Johann Faust
- League of Legends – Jayce
- Lego Batman 2: DC Super Heroes – Batman, Dwie Twarze, Sinestro, Brainiac, Hawkman
- Lunar: Silver Star Harmony – Ghaleon (niewymieniony w czołówce)
- Mafia II – Additional Voices
- Mana Khemia 2: Fall of Alchemy – Yun (niewymieniony w czołówce)
- Marvel Super Hero Squad – SHIELD Agents, A.I.M. Soldiers
- Mass Effect 3 – Kai Leng, spiker w rozgrywce wieloosobowej, dodatkowe głosy
- MIB: Alien Crisis – Agent P
- Metal Gear Solid: Peace Walker – żołnierze, dodatkowe głosy
- Metal Gear Solid V: The Phantom Pain – Revolver Ocelot
- Metroid Prime 3: Corruption – dodatkowe głosy
- Mortal Kombat X – Shinnok, Erron Black, Fujin
- Naruto Shippuden: Clash of Ninja Revolution 3 – Yamato
- Naruto Shippuden: Ninja Destiny 2 – Yamato
- Naruto Shippuden: Ultimate Ninja Heroes 3 – Yamato, Pain
- Naruto Shippuden: Ultimate Ninja Storm 2 – Yamato, Pain
- Ninja Gaiden 3 – Ryu Hayabusa
- Ninja Gaiden 3: Razor's Edge – Ryu Hayabusa
- Persona 2: Innocent Sin – Eikichi 'Michel' Mishina
- Persona 4 – Kanji Tatsumi (niewymieniony w czołówce)
- Persona 4: Arena – Kanji Tatsumi
- Persona 4: Golden – Kanji Tatsumi (niewymieniony w czołówce)
- Prototype – Blackwatch Officer, dodatkowe głosy
- Prototype 2 – dodatkowe głosy
- Quantum of Solace (gra komputerowa) – dodatkowe głosy
- Quantum Theory – Shiro, Zolf
- Red Faction: Armageddon – dodatkowe głosy
- Red Faction: Guerrilla – Alec Mason
- Resident Evil 6 – Jake Muller
- Resident Evil: The Darkside Chronicles – dodatkowe głosy
- Resistance 2 – Maj. Richard Blake
- Saints Row: The Third – Boss (męski głos nr 1)
- Samurai Warriors 3 – Hanzō Hattori (niewymieniony w czołówce)
- Sengoku Basara: Samurai Heroes – Mitsunari Ishida
- Silent Hill 2 – James Sunderland (HD Collection)
- Singularity – Captain Renko, dodatkowe głosy
- Skylanders: Giants – Sunburn, Brock, dodatkowe głosy
- SOCOM 4: U.S. Navy SEALs – ClawHammer Commander
- Sonic the Hedgehog (seria) – Espio the Chameleon
- Sorcery – Dash
- Star Wars: The Clone Wars – Republic Heroes – Kul Teska
- Starhawk – Rifter, Outcast Prisoner
- Space Siege – Seth Walker
- Śródziemie: Cień Mordoru – Talion
- Śródziemie: Cień wojny – Talion
- Tales of Vesperia – Yuri Lowell (niewymieniony w czołówce)
- Tales From The Borderlands – Rhys, Tommy
- The Amazing Spider-Man – dodatkowe głosy
- The Darkness II – dodatkowe głosy
- The Last of Us – Joel[5]
- The Last of Us Remastered – Joel
- The Last of Us Part 2 – Joel
- The Last Remnant – Additional Voices
- Tekken 6/Tekken 6: Bloodline Rebellion – Bryan Fury (niewymieniony w czołówce)
- Transformers: War for Cybertron – Jetfire, Zeta Prime, dodatkowe głosy
- Transformers: Fall of Cybertron – Jazz, Jetfire, Kickback
- Trauma Center: New Blood – Dr. Markus Vaughn (niewymieniony w czołówce)
- Trinity Universe – Suzaku (niewymieniony w czołówce)
- Ultimate Marvel vs. Capcom 3 – Nova
- Unchained Blades – Fang
- Uncharted 4: A Thief's End – Sam Drake
- Uncharted: Zaginione dziedzictwo – Sam Drake
- Valkyria Chronicles II – Dirk Gassenarl, Leon Hardins
- White Knight Chronicles – dodatkowe głosy
- White Knight Chronicles II – Scardigne
- World of Warcraft – Gul'dan
- Yoga Wii – Yoga Instructor